# Вбивство Нахеля Мерзука
Вбивство Нахеля Мерзука сталося вранці 27 червня 2023 року під час зупинки поліцейського автомобіля в Нантері, передмісті Парижа. Цей випадок викликав великий резонанс і поновив дискусію про насильство і расизм у французькій поліції, що призвело до загальнонаціональних протестів, заворушень і актів насильства в наступні дні.

## Перебіг подій
За даними прокуратури Нантерра, на початку своєї зміни двоє мотоциклістів з Управління громадського порядку та дорожнього руху (DOPC) помітили Mercedes-Benz AMG A-Class з польськими номерними знаками, який на великій швидкості їхав по автобусній смузі під керуванням молодої людини. Поліцейські увімкнули аварійну світлову сигналізацію і подали водієві, Нахелю Мерзуку, сигнал зупинитися на червоне світло. Однак він проігнорував заклики, що змусило поліцейських переслідувати його. Водій скоїв кілька порушень правил дорожнього руху, наразив на небезпеку пішохода і велосипедиста, і врешті-решт був змушений зупинитися через затори на дорозі. Поліцейські зійшли з мотоциклів, направили зброю на Мерзука і наказали йому вимкнути машинне запалювання. Коли він не підкорився наказу поліції (refus d'obtempérer) і поїхав геть, поліцейський вистрілив у нього. Мерзук отримав поранення грудної клітини, і автомобіль продовжив рух на невеликій відстані, перш ніж зіткнувся з вуличними меблями. Особа, що сиділа на задньому сидінні, була заарештована, в той час, як пасажир втік. Офіцер, який здійснив постріл, надав першу допомогу водієві, однак о 9:15 ранку його було оголошено мертвим.
На момент смерті 17-річний Нахель Мерзук мав судимості, зокрема п'ять випадків опору правоохоронцям (починаючи з 2021 року, останній — за тиждень до смерті). Судове досьє алжирсько-французького підлітка, яке складається з 15 записів або справ, також містить звинувачення у використанні підроблених номерних знаків, водінні без страховки, продажу та вживанні наркотиків, а також торгівлі краденим.
Спочатку поліція стверджувала, що поліцейський вистрілив, коли молодий водій наближався до нього. Однак ця версія, яка була прийнята профспілкою Unité SGP Police-Force Ouvrière на підставі самооборони, стала недійсною після того, як у соціальних мережах з'явилося відео, на якому видно, що поліцейський цілиться у вікно з боку водія, спираючись лівим ліктем на передній кут вікна і притискаючи ліву талію до капота. Він вистрілив, коли водій поїхав геть. Офіцер, який здійснив постріл, Флоріан М., раніше служив військовим в Афганістані до того, як вступив на службу в поліцію. 38-річний офіцер звинувачується в умисному вбивстві й був взятий під варту 29 червня 2023 року, оскільки умови для застосування вогнепальної зброї не були дотримані.

## Заворушення
Того ж дня спалахнули жорстокі заворушення, які перекинулися на кілька французьких міст і навіть на столицю Бельгії, Брюссель. До кінця червня під час заворушень було поранено 522 поліцейських, а 875 осіб було заарештовано. У відповідь уряд на чолі з президентом Еммануелем Макроном вирішив мобілізувати до 45 000 додаткових поліцейських. Макрон заявив, що постріл поліцейського був непростимим і не може бути виправданий. Опозиція звинуватила уряд у слабкому управлінні, особливо за відмову оголосити надзвичайний стан. Бабуся 17-річного хлопця закликала учасників заворушень до спокою, заявивши, що вони використовують Мерзука як мотив до пограбувань.
Насильство, пожежі й мародерство відновилися в ніч на 1 липня, в тому числі в Ліоні, Марселі та Греноблі. Загалом було заарештовано 1311 осіб. За даними Міністерства внутрішніх справ Франції, тієї ночі було підпалено 1 350 автомобілів, а на вулицях міста виникло 2 650 пожеж. Проте протести вщухли після похорону Нахель Мерзук. Окрім сотень поранених, під час заворушень загинули двоє людей: незнайомий чоловік, якого застрелили мародери, і підліток, який впав з даху супермаркету.
У ніч на 2 липня стався напад на будинок Венсана Жанбруна, мера міста Л'Ая-ле-Роз. Невідомі нападники на автомобілі прорвалися через ворота будинку і підпалили його разом з кількома сміттєвими баками. Під час втечі дружина Жанбрюна та двоє їхніх дітей були обстріляні з феєрверків, в результаті чого отримали поранення. Прокуратура розпочала розслідування за фактом замаху на вбивство.
Рано вранці 3 липня загинув 24-річний пожежник Доріан Дамелінкур, який намагався загасити пожежі, влаштовані учасниками заворушень на кількох автомобілях у Сен-Дені.
Меморіал мучеників депортації на острові Сіті, який вшановує пам'ять 200 000 французьких депортованих, вбитих у концтаборах під час Другої світової війни, був сплюндрований учасниками заворушень з гаслами на кшталт «Ми організуємо з вами Шоа!» (фр. on va vous faire une Shoah).

Заворушення та насильство
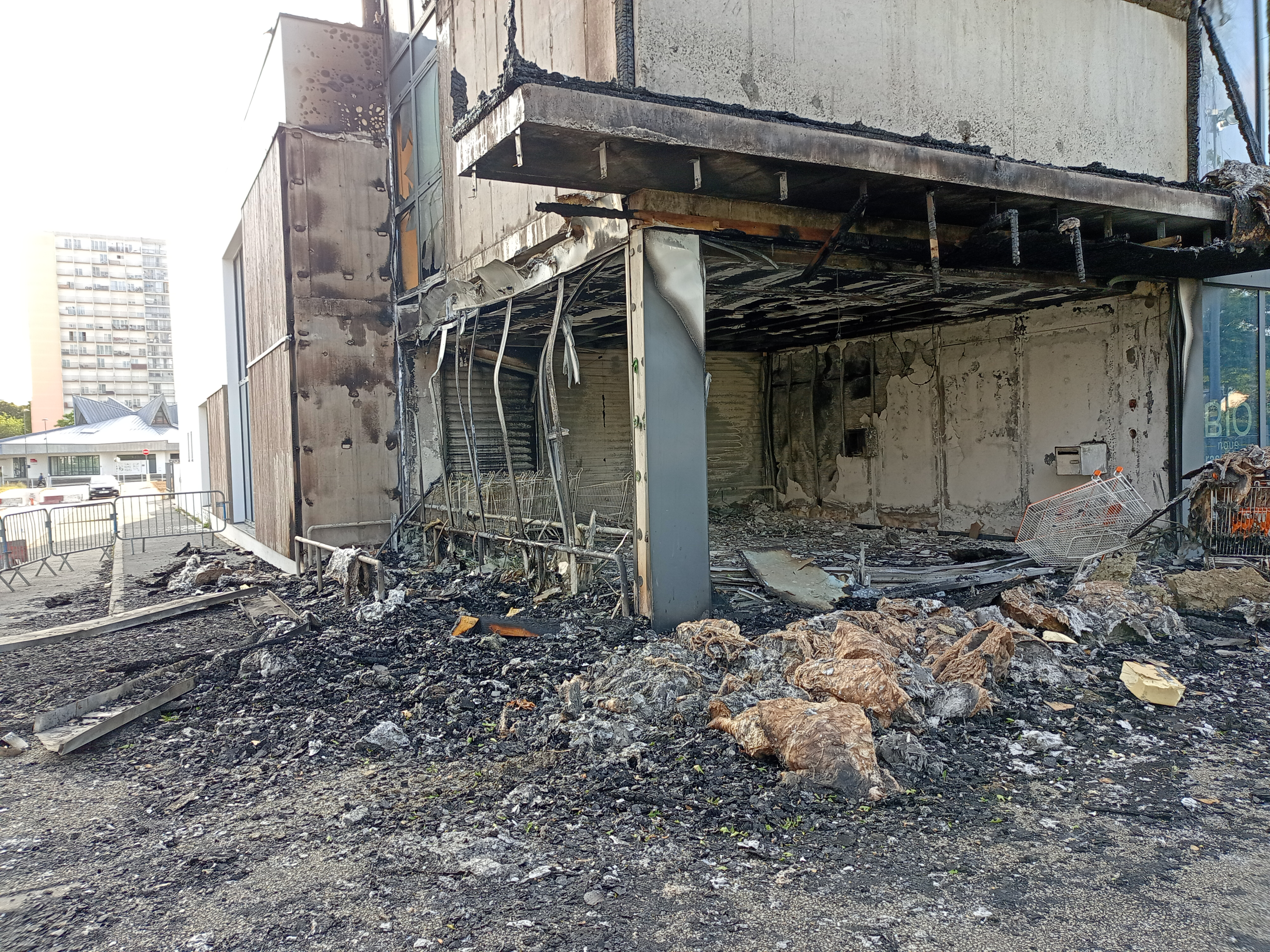
Брест
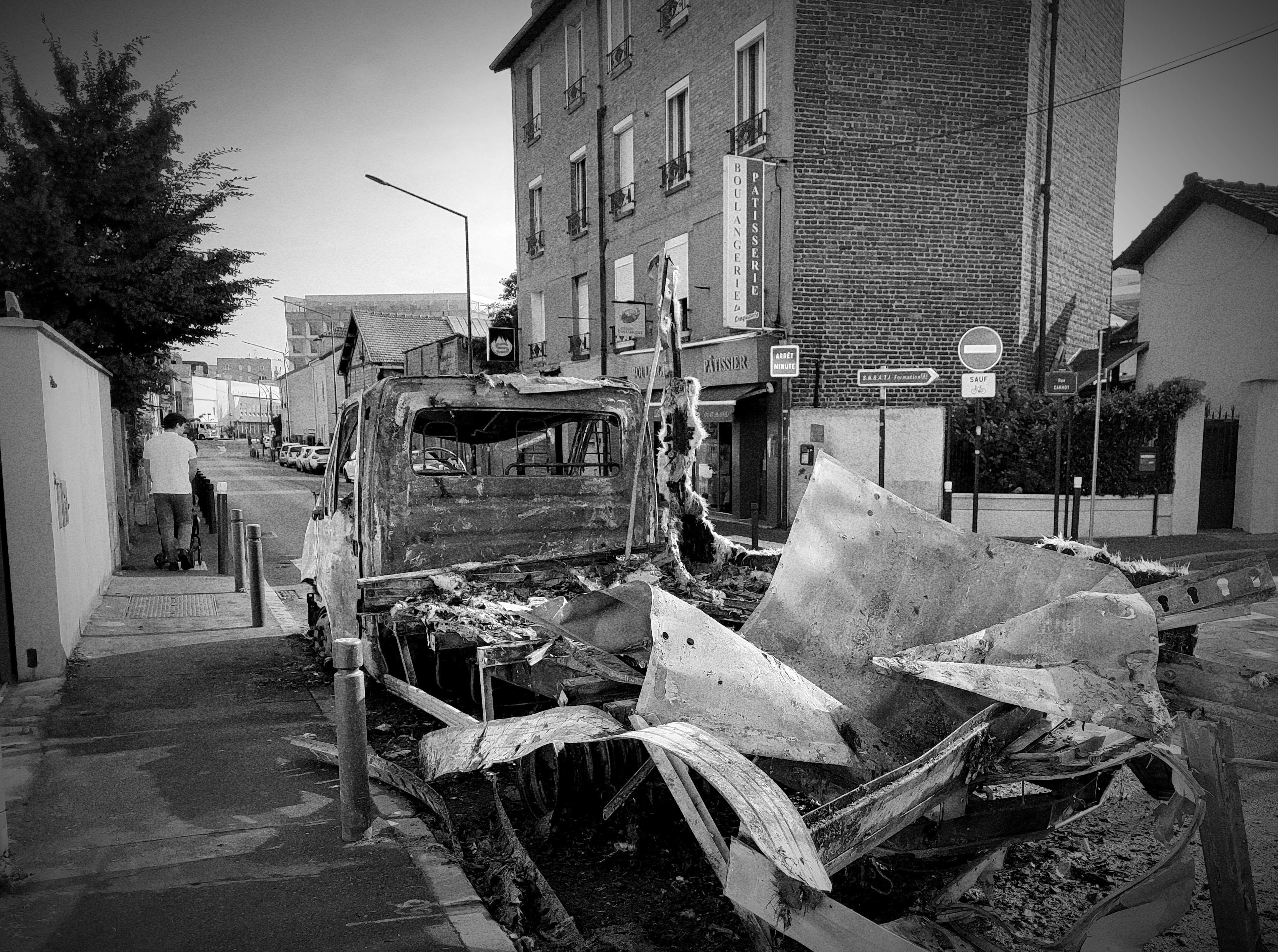
Вільжуїф
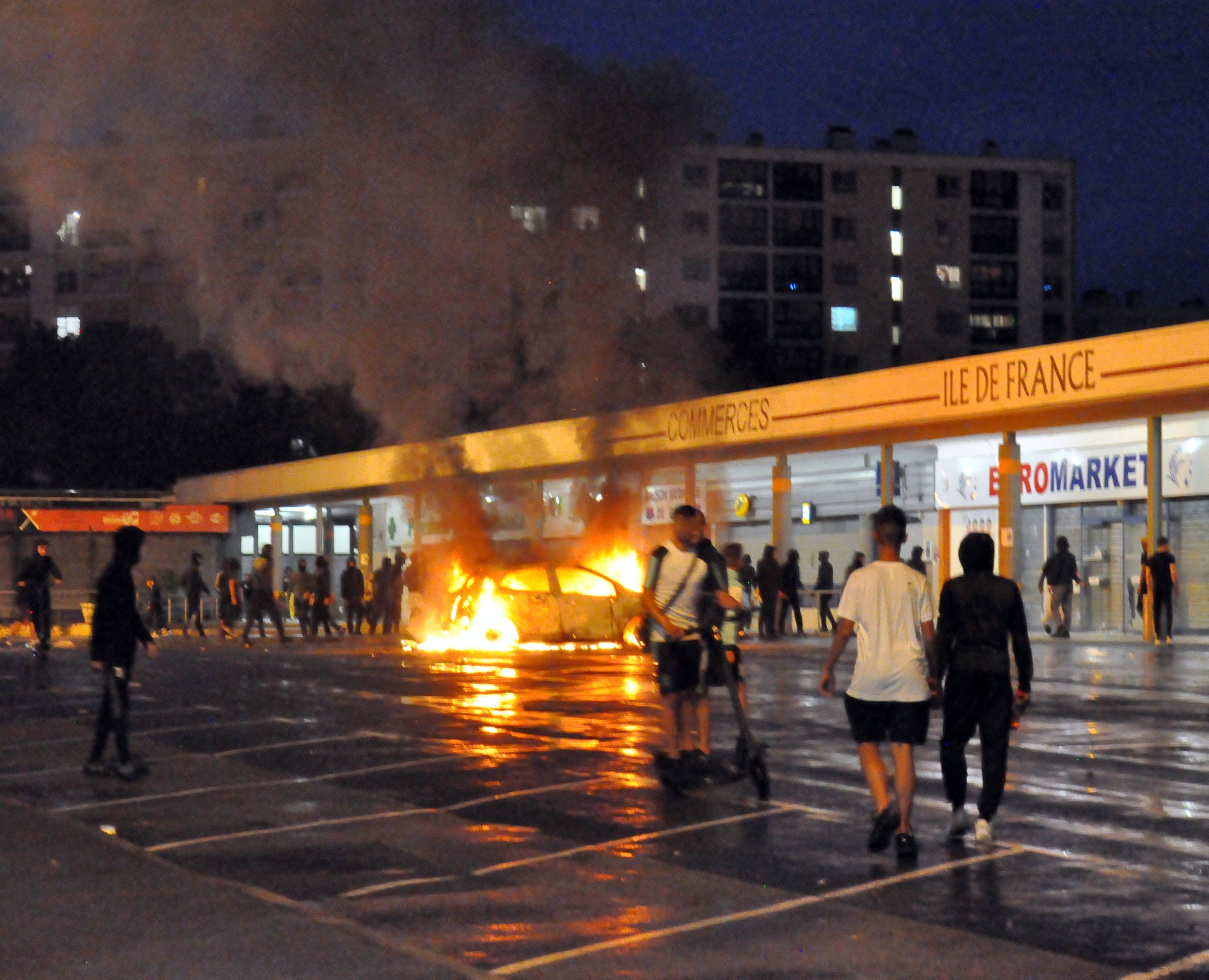
Плануаз
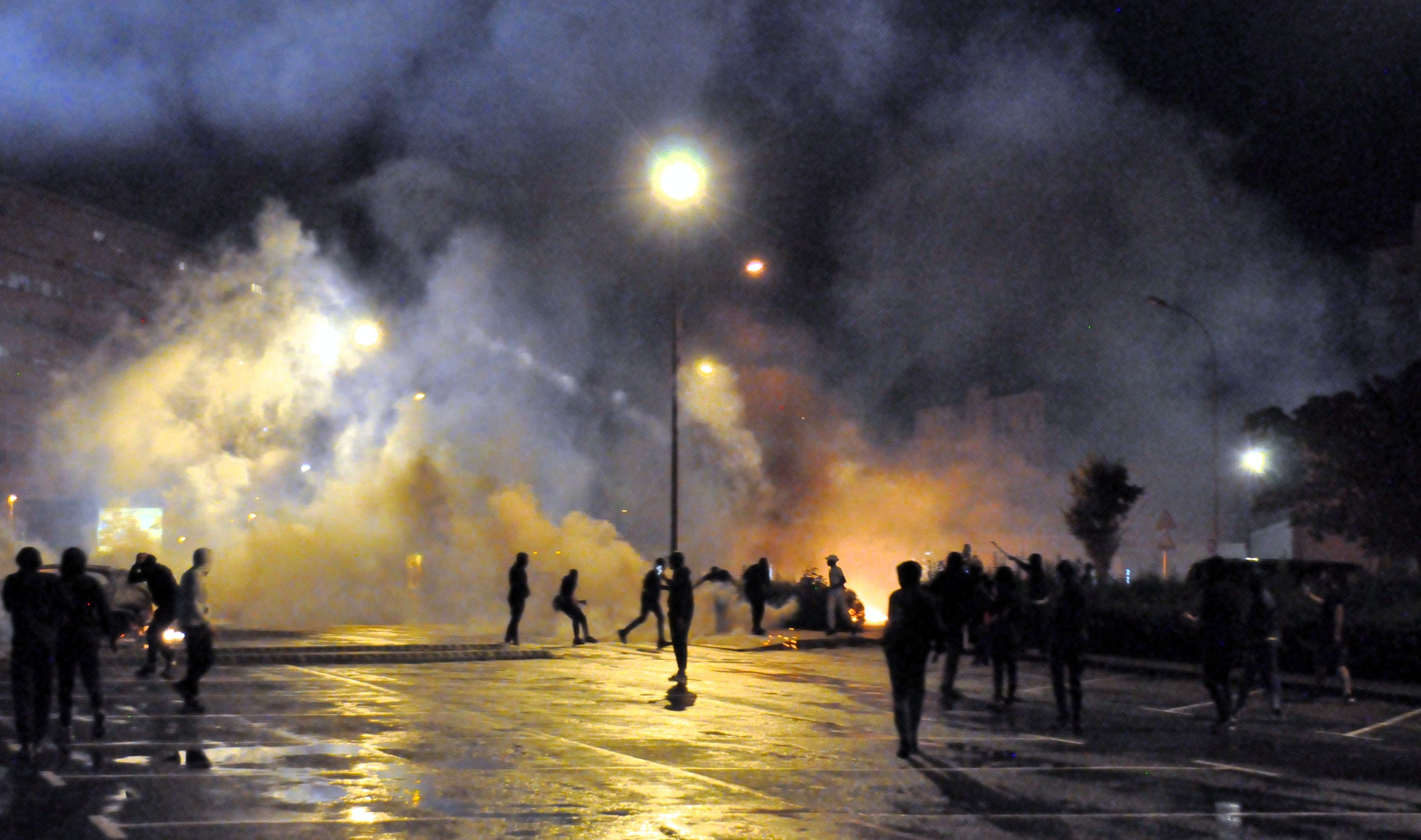
Плануаз
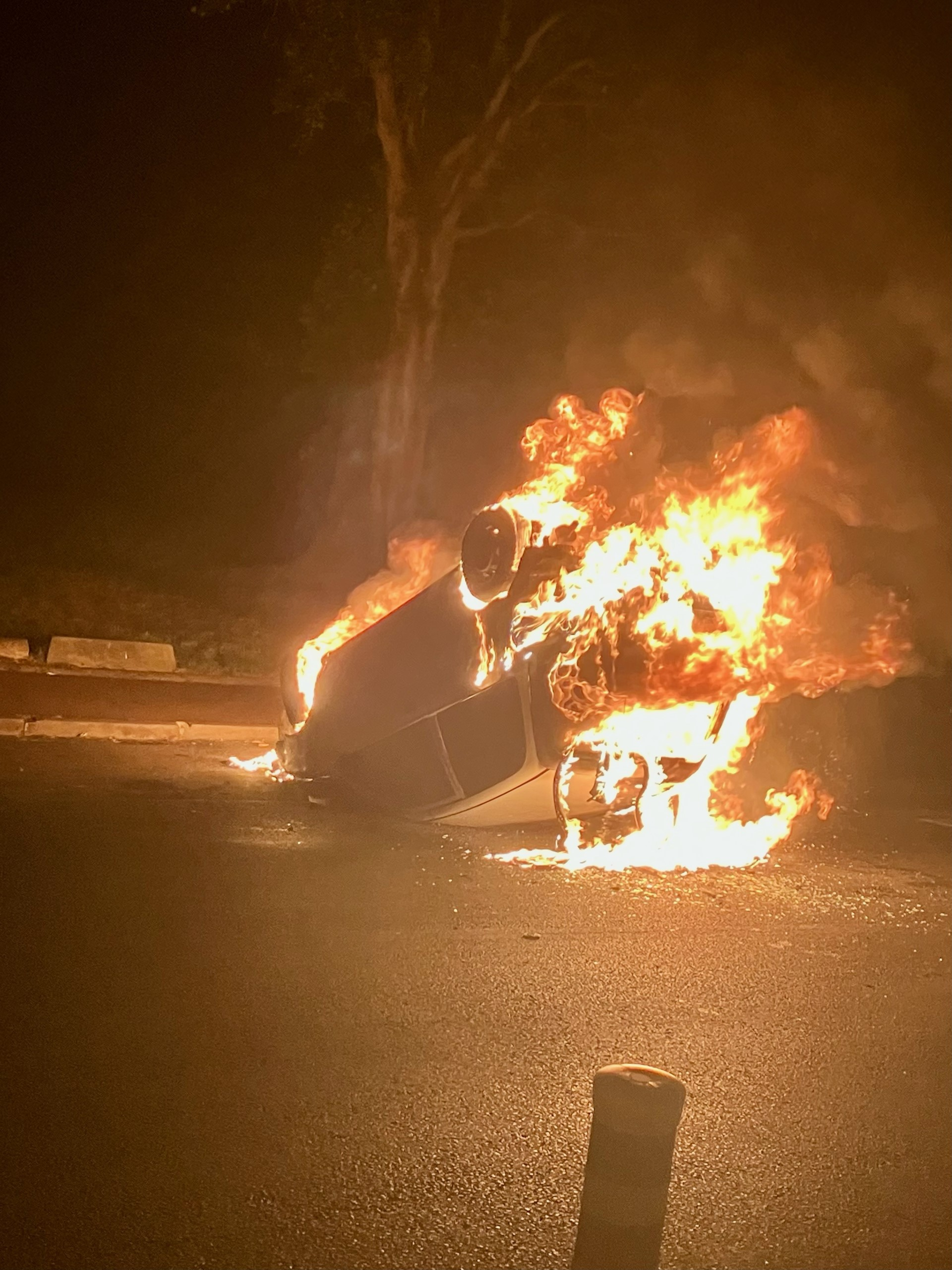
Шампіньї-сюр-Марн